# Dichelus minimus
Dichelus minimus är en skalbaggsart som beskrevs av Kulzer 1960. Dichelus minimus ingår i släktet Dichelus och familjen Melolonthidae. Inga underarter finns listade i Catalogue of Life.